# Józef Szczepańczyk
Józef Szczepańczyk (ur. 25 sierpnia 1954 w Szarwarku) – polski polityk, samorządowiec, poseł na Sejm IV kadencji.

## Życiorys
W 1979 ukończył studia na Wydziale Melioracji Wodnych Akademii Rolniczej w Krakowie. Od 1974 do 1979 należał do Socjalistycznego Związku Studentów Polskich. W latach 1979–1987 był geodetą oraz kierownikiem referatu rolnictwa i gospodarki żywnościowej w urzędzie gminy Bodzentyn.
Od 1980 należał do Zjednoczonego Stronnictwa Ludowego, następnie został członkiem Polskiego Stronnictwa Ludowego. Od 2008 do 2012 pełnił funkcję sekretarza Naczelnego Komitetu Wykonawczego tej partii.
W latach 1990–1998 pełnił funkcję radnego i członka zarządu tej gminy, doradcy posła PSL oraz dyrektora biura poselsko-senatorskiego w Kielcach, kierował sejmikiem samorządowym i prowadził własną działalność gospodarczą. W latach 1998–2001 był radnym sejmiku świętokrzyskiego, powołanym na stanowisko pierwszego marszałka tego województwa.
Sprawował mandat posła na Sejm IV kadencji z ramienia Polskiego Stronnictwa Ludowego, wybranego w okręgu kieleckim. Zasiadał m.in. w komisji śledczej do zbadania tzw. afery Rywina. W 2005 bezskutecznie ubiegał się o reelekcję, rok później został radnym powiatu kieleckiego, powołanym na stanowisko wiceprzewodniczącego rady powiatu. W kolejnej kadencji (od 2010) stanął na czele rady. Był również doradcą Ewy Kierzkowskiej, sekretarza stanu w Kancelarii Premiera. W 2014 i 2018 po raz kolejny wybierany do rady powiatu.
W 2020 nakładem wydawnictwa Muzeum Historii Polskiego Ruchu Ludowego ukazały się jego wspomnienia zatytułowane Moja droga ze wsi na Wiejską.

## Odznaczenia
Odznaczony Odznaką Honorową za Zasługi dla Samorządu Terytorialnego (2015) oraz Odznaką Honorową Województwa Świętokrzyskiego (2018).